# La Chapelotte
La Chapelotte – miejscowość i gmina we Francji, w Regionie Centralnym, w departamencie Cher.
Według danych na rok 1990 gminę zamieszkiwało 167 osób, a gęstość zaludnienia wynosiła 6 osób/km² (wśród 1842 gmin Regionu Centralnego La Chapelotte plasuje się na 971. miejscu pod względem liczby ludności, natomiast pod względem powierzchni na miejscu 395.).